# Héctor Villalba
Héctor Daniel Villalba (Buenos Aires, 26 juli 1994) is een Argentijns voetballer die bij voorkeur als vleugelspeler speelt. Hij stroomde in 2012 door vanuit de jeugd van San Lorenzo.

## Clubcarrière
Villalba komt uit de jeugdacademie van San Lorenzo. Op 19 augustus 2012 debuteerde hij in de Argentijnse Primera División tegen Estudiantes. Hij kwam na 83 minuten in het veld voor Pablo Andrés Alvarado. Op 13 april 2014 maakte de vleugelspeler zijn eerste competitiedoelpunt tegen Racing Club. In zijn debuutseizoen maakte hij twee treffers in negen competitiewedstrijden. Het seizoen erop speelde Villalba 34 competitiewedstrijden, waarin hij viermaal raak trof. In 2016 maakte hij een transfer naar Atlanta United dat hem overnam voor 2,5 miljoen dollar. Met de club won hij in 2018 de MLS Cup.

## Statistieken
De spelersloopbaan tot nu toe van Héctor Villalba
| Seizoen | Club           | Competitie       | Wedstrijden | Doelpunten |
| ------- | -------------- | ---------------- | ----------- | ---------- |
| 2012/13 | San Lorenzo    | Primera División | 9           | 2          |
| 2013/14 | San Lorenzo    | Primera División | 34          | 4          |
| 2014    | San Lorenzo    | Primera División | 15          | 3          |
| 2015    | San Lorenzo    | Primera División | 11          | 4          |
| 2017    | Atlanta United | MLS              | 34          | 13         |